# Bahnstrecke Třebušice–Most nové nádraží
| Kursbuchstrecke (SŽ): | -                    |                                    |                                    |
| Streckenlänge: | 6,012 km             |                                    |                                    |
| Spurweite: | 1435 mm (Normalspur) |                                    |                                    |
| Streckenklasse: | C4                   |                                    |                                    |
| Stromsystem: | 3 kV =               |                                    |                                    |
| Maximale Neigung: | 5,3 ‰                |                                    |                                    |
| Streckengeschwindigkeit: | 60 km/h              |                                    |                                    |
| |                      |                                    |                                    |
| # \| \| \| von Chomutov \| \| \| \| 0,000 \| Třebušice \| Třebušice \| \| \| \| nach Ústí nad Labem hlavní nádraží \| \| \| \| \| von Most \| \| \| \| 4,159 \| odb. Most nové nádraží St.1 \| odb. Most nové nádraží St.1 \| \| \| \| nach Louka u Litvínova \| \| \| \| 5,432 \| Most nové nádraží \| Most nové nádraží \| \| \| \| vlečka Unipetrol RPA \| \| \| \| \| von Most \| \| \| \| 6,012 \| odb. Most nové nádraží St.7 \| odb. Most nové nádraží St.7 \| \| \| \| nach Louka u Litvínova \| \| \| \| \| \| \| \| Quellen: [1][2] \| \| \| \| |                      |                                    |                                    |
| Strecke |                      | von Chomutov                       | von Chomutov                       |
| Bahnhof | 0,000                | Třebušice                          | Třebušice                          |
| Abzweig geradeaus und nach rechts |                      | nach Ústí nad Labem hlavní nádraží | nach Ústí nad Labem hlavní nádraží |
| Abzweig geradeaus und von rechts |                      | von Most                           | von Most                           |
| Blockstelle | 4,159                | odb. Most nové nádraží St.1        | odb. Most nové nádraží St.1        |
| Abzweig geradeaus und nach rechts |                      | nach Louka u Litvínova             | nach Louka u Litvínova             |
| Dienststation / Betriebs- oder Güterbahnhof | 5,432                | Most nové nádraží                  | Most nové nádraží                  |
| Abzweig geradeaus und nach links |                      | vlečka Unipetrol RPA               | vlečka Unipetrol RPA               |
| Abzweig geradeaus und von rechts |                      | von Most                           | von Most                           |
| Blockstelle | 6,012                | odb. Most nové nádraží St.7        | odb. Most nové nádraží St.7        |
| Strecke |                      | nach Louka u Litvínova             | nach Louka u Litvínova             |
| |                      |                                    |                                    |
| Quellen: |                      |                                    |                                    |

Die Bahnstrecke Třebušice–Most nové nádraží ist eine nur dem Güterverkehr dienende Eisenbahnverbindung in Tschechien. Sie zweigt in Třebušice (Triebschitz) von der Bahnstrecke Ústí nad Labem–Chomutov ab und führt zum Güterbahnhof Most nové nádraží, wo sie in die Bahnstrecke Most–Louka u Litvínova einmündet. 

## Geschichte
Die ČSD errichteten in den 1930er Jahren den Bahnhof Most nové nádraží („Brüx neuer Bahnhof“), um mehrere alte Rangierbahnhöfe an den verstreut liegenden Braunkohlegruben zu ersetzen. Er ging am 31. Mai 1936 in Betrieb. Direkt angeschlossen waren zunächst die Schächte Minerva, Julius III, Julius V, Herkules, Quido IV, Centrum und Columbus. Verbindungskurven zum Bahnhof Most / Brüx und nach Kopisty / Kopist zum Anschluss an die Strecke Most–Moldava (Brüx–Moldau) komplettierten die Anlage.
Nach dem Münchner Abkommen lag der Bahnhof ab Oktober 1938 auf deutschem Staatsgebiet. Nach Übernahme durch die Deutsche Reichsbahn, Reichsbahndirektion Dresden wurde der Bahnhof für die Aufnahme von Ganzzügen noch einmal wesentlich erweitert. Der am 15. Oktober 1938 verabschiedete „Aufbauplan Sudetenland“ sah die sofortige Erstellung eines Hydrierwerkes zur Treibstoffproduktion vor, das ab 5. Mai 1939 bei Maltheuren aufgebaut wurde. Während der Bauzeit hatte das Werk einen Eingang von 1200 Wagen täglich. Nach dem Zweiten Weltkrieg kam der Bahnhof wieder an die ČSD zurück.
An der Ostseite des Rangierbahnhofes wurde am 28. Mai 1964 die Haltestelle Most-Kopisty an der neu gebauten Bahnstrecke Most–Louka u Litvínova eröffnet.
Die Bahnstrecke Třebušice–Most nové nádraží ging dann 1980 als Verbindungsbahn in Betrieb, um direkte Zugfahrten aus und in Richtung Chomutov zu ermöglichen. Sie ist von Anfang an mit 3 kV Gleichspannung elektrifiziert.
Am 1. Januar 1993 ging die Strecke im Zuge der Auflösung der Tschechoslowakei an die neu gegründeten České dráhy (ČD) über. Seit 2003 gehört sie zum Netz des staatlichen Infrastrukturbetreibers Správa železniční dopravní cesty (SŽDC), heute Správa železnic.